# Ullah millet

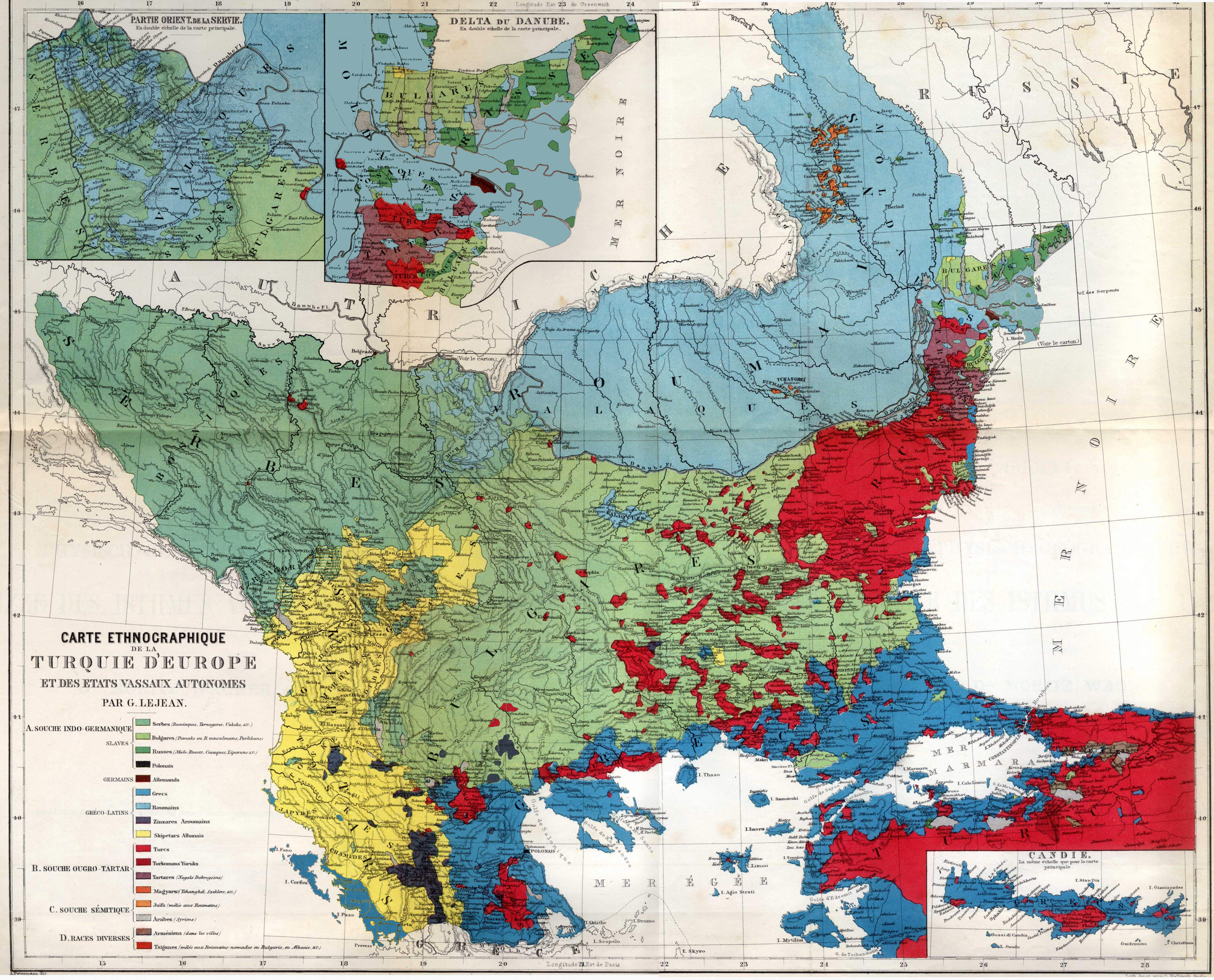
Mapa etnograficzna Bałkanów z 1861 roku. Arumuni zaznaczeni na mocny ciemnoniebieski, otoczeni głównie przez Albańczyków (kolor żółty)

Ullah millet (Millet wołoski) – arumuński millet (porządek prawny określający prawa i obowiązki ludności niemuzułmańskiej), który został utworzony w 1905 roku w Imperium Osmańskim.
W 1904 roku Arumuni zwrócili się z prośbą do sułtana o uznanie ich odrębności etnicznej. Początkowo została ona odrzucana przez Turków. Rozpoczęły się naciski rządu rumuńskiego, za kwestią uznania odrębności Arumunów optowała również Bułgaria i Cesarstwo Niemieckie. W 1905 roku sułtan Abdülhamid II wydał dla Arumunów (Wołochów) dekret, w którym uznawał ich za osobny naród (millet). Uznał odrębność etniczną Arumunów oraz przyznał im prawo do nauczania i modlitw w języku arumuńskim. Dekret był również skutkiem udziału Arumunów w powstaniu ilindeńskim. Decyzja ta znacznie wzmocniła nastroje protureckie wśród Arumunów. Faktyczny kres milletu miał miejsce wraz z wojnami bałkańskimi i niemal całkowitą utratą przez Turcję posiadłości w Europie.
Na pamiątkę decyzji sułtana ustanawiającej millet arumuński i uznającej odrębność etniczną Arumunów obchodzą oni 23 maja Narodowy Dzień Arumunów. Jest on od 2007 roku świętem państwowym w Macedonii Północnej.